# Ska'n'Ska
Ska'n'Ska (stavas SKA'N'SKA) är ett svenskt tiomanna skaband från Stockholm. 
Musikstilen är främst snabb energifull ska i baktakt, med inblandade element av punk och med rytmer och melodier från Latinamerika och Östeuropa. 
Texterna är ofta politiska och samhällsmedvetna. De tar upp bland annat förtryck, klimatet och ekonomiska och sociala orättvisor.

## Historia
Bandet bildades 2004 i Stockholm och har sedan dess spelat flitigt på både små och stora scener runt om i Sverige och Europa.
2005 deltog de i den internationella musiktävlingen för osignande band, Emergenza. De gick vidare i delfinalerna och vann sverigefinalen som ägde rum på Göta Källare i Stockholm. Världsfinalen ägde rum under Taubertalfestivalen vid staden Rothenburg i Tyskland.
2006 släppte de en självbetitlad EP inspelad och mixad i Mumina Studio i Stockholm.
2009 uppträdde Ska'n'Ska som mellanakt på Grammisgalan på Hovet i Stockholm.
2010 kom debutalbumet Gunshot Fanfare, släppt på den egna labeln Down The Road Productions. Introspåret på skivan gästas av rapparen M-1 från den politiska hiphop-gruppen Dead Prez.
Ska'n'Ska har vid flera tillfällen spelat tillsammans med den jamaicanska reggae-ikonen Eek-a-Mouse. 2010 uppträdde de tillsammans på Göta Källare i Stockholm och ljudtekniker var den legendariske dubmixaren och producenten Mad Professor.
2014 släppte de låten Krama Träd tillsammans med barndomsvännen och artisten Andreas Grega. En låt med ett budskap om att ta hand om naturen och att inte skövla skogen.
Ska'n'Ska har släppt två vinylsinglar med två låtar på vardera, utgivna på det svenska skivbolaget AMTY Records. A-Team/We See Them Go, 2016, och Boom/Stand Alone, 2018.
Ska'n'Ska medverkar i En resa till Peps Persson, en dokumentärfilm om den svenska reggae- och bluesikon Peps Persson. Filmen är skapad av de norska musikerna och dokumentärfilmarna Ulf Myrvold och Laara Stinnerbom och skildrar Peps liv och som möter människor och musiker som både spelat med och inspirerats av Peps och hans musik. Filmen hade premiär under hösten 2021, och visas i en nedklippt version på SVT Play. 
Hösten 2021 släppte Ska'n'Ska låten Här på Norra Stå. Låten är både en hyllning till fotbollslaget AIK, men även en stark kritik emot polisens kollektiva bestraffning av fotbollssupportrar och den så kallade "Villkorstrappan"
På alla hjärtans dag 2022 släppte Ska'n'Ska singeln Canción del Mariachi. Låten framförs av bandets ena gitarrist Sebastian Farias, och är en cover och en egen tolkning av originallåten som är en del av filmmusiken till filmen Desperado och som där framförs av skådespelaren och musikern Antonio Banderas tillsammans med gruppen Los Lobos. 

## Diskografi
- 2006 - SKA’N’SKA (EP)
- 2010 - Gunshot Fanfare (CD)
- 2012 - Money (Singel)
- 2014 - Krama Träd feat. Andreas Grega (Singel)
- 2016 - A-Team / We See Them Go (7” vinylsingel)
- 2018 - Boom / Stand Alone (7” vinylsingel)
- 2020 - Tvätta Händerna feat. Paula Lobos (Singel)
- 2021 - Här på Norra Stå (Singel)
- 2022 - Canción del Mariachi (Singel)
- 2023 - DE VA DÅ (Singel)

Medverkan på samlingsalbum
- 2010 - FRA - Echte Übersee Records Vol. 4[11]
- 2011 - Dreamz - Echte Übersee Records Vol. 5[12]
- 2012 - Money - Echte Übersee Records Vol. 6[13]